# International Physicists' Tournament
Pour les articles homonymes, voir IPT.
Le Tournoi international des physiciens (International Physicists' Tournament ou IPT) est une compétition internationale de physique qui rassemble depuis 2009 des équipes issues de douze pays.
Pour préparer la rencontre, des équipes de 6 membres travaillent pendant huit mois à la résolution de 17 problèmes physiques proposés par le Comité d'Organisation International (IOC). Les sujets très ouverts, dotés d'une forte composante expérimentale, abordent de nombreux domaines, de la mécanique à l'électromagnétisme en passant par l'acoustique et la thermodynamique. L'objectif est moins d'atteindre une réponse unique et définitive à la question posée que de mettre un œuvre une démarche d'investigation critique, de proposer un modèle simple et de réaliser une vérification expérimentale de la solution proposée.
Lors du tournoi, les équipes se rencontrent trois par trois lors de Physics Fights. Le Reporter expose sa réponse à un des problèmes en dix minutes ; l'Opponent critique sa présentation et entame la discussion avant que le Reviewer n'intervienne pour modérer le débat. Les trois équipes continuent d'échanger pendant une dizaine de minutes, puis le Reporter doit conclure le débat. Un jury constitué de doctorants, de chercheurs et d'enseignants des pays participants peut alors questionner les orateurs avant d'attribuer des notes à chaque équipe. Les rôles sont ensuite échangés et une seconde ronde débute, suivie d'une troisième qui clot le Physics Fights.
Le tournoi s'étale sur une semaine. Après quatre Physics Fights sélectifs, les trois meilleures équipes se retrouvent en finale pour s'affronter en suivant le même modèle de rencontre.

## Éditions
| Année | no | Lieu        | Pays hôte   | Nb équipes | Nb pays | Or          | Argent  | Bronze      | Problèmes (en) | Site web |
| ----- | -- | ----------- | ----------- | ---------- | ------- | ----------- | ------- | ----------- | -------------- | -------- |
| 2009  | 1  | Kiev        | Ukraine     | 4          | 2       | Russia      | Ukraine | -           | ?              | -        |
| 2010  | 2  | Kiev        | Ukraine     | 4          | 2       | Ukraine     | Russia  | -           | ?              | -        |
| 2011  | 3  | Moscou      | Russia      | 8          | 6       | Ukraine     | Russia  | Slovakia    |                |          |
| 2012  | 4  | Moscou      | Russia      | 6          | 4       | Russia      | Ukraine | Switzerland |                |          |
| 2013  | 5  | Lausanne    | Switzerland | 10         | 10      | Switzerland | Poland  | France      |                |          |
| 2014  | 6  | Lausanne    | Switzerland | 9          | 9       | France      | Ukraine | Denmark     |                |          |
| 2015  | 7  | Varsovie    | Poland      | 11         | 11      | Ukraine     | Denmark | France      |                |          |
| 2016  | 8  | Paris       | France      | 15         | 14      | France      | Poland  | Russia      |                |          |
| 2017  | 9  | Göteborg    | Sweden      | 18         | 15      | Ukraine     | Sweden  | France      |                |          |
| 2018  | 10 | Moscou      | Russia      | 16         | 16      | Switzerland | France  | Brazil      |                |          |
| 2019  | 11 | Lausanne    | Switzerland | 19         | 16      | France      | France  | Ukraine     |                |          |
| 2020  | 12 | En ligne    | En ligne    | 10         | 10      | Russia      | Ukraine | USA         |                |          |
| 2021  | 13 | En ligne    | En ligne    |            |         | Russia      | Brazil  | Ukraine     | [21]           | [22]     |
| 2022  | 14 | Bucaramanga | Colombie    | 15         | 15      | France      | Brazil  | Switzerland | [23]           | [24]     |

## Pays participants

### France
- En France, l'IPT est porté par la Société Française de Physique. Voir le site officiel
- L'École polytechnique participe depuis l'édition 2013.
- L'École Normale Supérieure de Paris participe depuis l'édition 2014.
- L'ENSTA Paris participe tous les ans depuis 2016.
- L'ESPCI participe depuis l'édition 2015.
- L'UPMC participe depuis l'édition 2015.
- Paris Diderot participe depuis l'édition  2017[1].
- L'Université Paris-Saclay (ex-Paris-Sud) participe depuis l'édition 2017.